# ميلو (مدينة)
ميلو (بالصينية: 弥勒市) تقع في مقاطعة هونغهو هاني ويي ذاتية الحكم بمقاطعة يونان في الصين.

## المجموعات الإثنية
سَجَّلت التقارير التاريخيَّة وجود المجموعات الفرعية الآتية المُتفرعة عن إثنية يي.
- آشي (阿细)
- آجو (阿哲)
- آوو (阿乌)
- يي السوداء (黑彝): في كل من مقاطعة ووشان (五山)، ومقاطعة شيشان (西山)، ومقاطعة دونغشان (东山)
  - مجموعة يي السوداء الكبرى الفرعية (大黑彝).
  - مجموعة يي السوداء الصغيرة الفرعية (小黑彝).
- ساني (撒尼).
- يي البيضاء (白彝)
  - مجموعة ناسوبو (纳苏波) الفرعية: في مقاطعة دونغشان (东山)، ومقاطعة شنشاو (新哨).
  - مجموعة يي البيضاء (白彝) الفرعية: في مقاطعة شيار (西二区).
- جوبو (葛波).

## المناخ
| البيانات المناخية لـميلو (1981−2010)      | البيانات المناخية لـميلو (1981−2010) | البيانات المناخية لـميلو (1981−2010) | البيانات المناخية لـميلو (1981−2010) | البيانات المناخية لـميلو (1981−2010) | البيانات المناخية لـميلو (1981−2010) | البيانات المناخية لـميلو (1981−2010) | البيانات المناخية لـميلو (1981−2010) | البيانات المناخية لـميلو (1981−2010) | البيانات المناخية لـميلو (1981−2010) | البيانات المناخية لـميلو (1981−2010) | البيانات المناخية لـميلو (1981−2010) | البيانات المناخية لـميلو (1981−2010) | البيانات المناخية لـميلو (1981−2010) |
| الشهر                                     | يناير                                | فبراير                               | مارس                                 | أبريل                                | مايو                                 | يونيو                                | يوليو                                | أغسطس                                | سبتمبر                               | أكتوبر                               | نوفمبر                               | ديسمبر                               | المعدل السنوي                        |
| ----------------------------------------- | ------------------------------------ | ------------------------------------ | ------------------------------------ | ------------------------------------ | ------------------------------------ | ------------------------------------ | ------------------------------------ | ------------------------------------ | ------------------------------------ | ------------------------------------ | ------------------------------------ | ------------------------------------ | ------------------------------------ |
| الدرجة القصوى °م (°ف)                     | 27.0 (80.6)                          | 29.6 (85.3)                          | 32.2 (90.0)                          | 35.0 (95.0)                          | 35.8 (96.4)                          | 34.1 (93.4)                          | 33.5 (92.3)                          | 32.4 (90.3)                          | 33.2 (91.8)                          | 30.5 (86.9)                          | 28.5 (83.3)                          | 26.0 (78.8)                          | 35.8 (96.4)                          |
| متوسط درجة الحرارة الكبرى °م (°ف)         | 17.7 (63.9)                          | 20.4 (68.7)                          | 24.3 (75.7)                          | 27.6 (81.7)                          | 27.9 (82.2)                          | 27.2 (81.0)                          | 26.8 (80.2)                          | 27.0 (80.6)                          | 26.0 (78.8)                          | 23.3 (73.9)                          | 20.4 (68.7)                          | 17.5 (63.5)                          | 23.8 (74.9)                          |
| المتوسط اليومي °م (°ف)                    | 9.8 (49.6)                           | 11.9 (53.4)                          | 15.7 (60.3)                          | 19.5 (67.1)                          | 21.7 (71.1)                          | 22.5 (72.5)                          | 22.2 (72.0)                          | 21.7 (71.1)                          | 20.4 (68.7)                          | 17.9 (64.2)                          | 13.8 (56.8)                          | 10.2 (50.4)                          | 17.3 (63.1)                          |
| متوسط درجة الحرارة الصغرى °م (°ف)         | 4.0 (39.2)                           | 5.2 (41.4)                           | 8.3 (46.9)                           | 12.5 (54.5)                          | 16.6 (61.9)                          | 18.9 (66.0)                          | 18.8 (65.8)                          | 18.1 (64.6)                          | 16.6 (61.9)                          | 14.2 (57.6)                          | 9.1 (48.4)                           | 4.9 (40.8)                           | 12.3 (54.1)                          |
| أدنى درجة حرارة °م (°ف)                   | −2.9 (26.8)                          | −2.8 (27.0)                          | −3.9 (25.0)                          | 4.4 (39.9)                           | 4.8 (40.6)                           | 12.7 (54.9)                          | 13.8 (56.8)                          | 12.4 (54.3)                          | 8.7 (47.7)                           | 4.7 (40.5)                           | −1.9 (28.6)                          | −4.6 (23.7)                          | −4.6 (23.7)                          |
| الهطول مم (إنش)                           | 15.7 (0.62)                          | 18.8 (0.74)                          | 22.3 (0.88)                          | 35.9 (1.41)                          | 96.5 (3.80)                          | 165.2 (6.50)                         | 184.1 (7.25)                         | 148.4 (5.84)                         | 99.6 (3.92)                          | 73.3 (2.89)                          | 39.9 (1.57)                          | 13.6 (0.54)                          | 913.3 (35.96)                        |
| متوسط الرطوبة النسبية (%)                 | 73                                   | 68                                   | 61                                   | 69                                   | 66                                   | 78                                   | 83                                   | 83                                   | 79                                   | 79                                   | 77                                   | 76                                   | 74                                   |
| المصدر: مركز خدمة بيانات علم الطقس الصيني |                                      |                                      |                                      |                                      |                                      |                                      |                                      |                                      |                                      |                                      |                                      |                                      |                                      |

## وصلات خارجية
- مقاطعة ميلو
- مدينة ميلو، مقاطعة هونغهو، (مقاطعة يونان).